# 范旃
范旃（？—？），扶南國王，活躍時間大約於三國年間。其舅父為范蔓，另有兩表兄弟分別為金生及范長。
其舅父范蔓早期為扶南王混盤況及其子混盤盤之大將，混盤況九十多歲死後立混盤盤為王，但每有國家大事均委託范蔓辦理。到混盤盤登基三年死後，扶南國國人推舉范蔓爲王。
有一次范蔓征伐金鄰時染患，派遣范旃之表兄弟范金生太子代為出征。亦因此事當時為二千人將領之范旃謀朝篡位，奪去范蔓的王權，另派人詐騙范金生並將其殺害。
范旃曾派遣親信出使東吳，從扶南出發，取道投拘利河口，經過灣邊數國，一年左右到恆河口再循陸路到東吳。
三國東吳孫權赤烏六年（即公元243年）范旃曾派遣等使往東吳獻樂手及土產。
范旃表弟范長在范蔓死時流落民間，直至范長二十歲結集扶南壯士將范旃殺死。但最後范長亦被范旃之大將范尋殺死，並自立為王。